# Кишкадага (Хунедоара)
Кишкадага (рум. Chișcădaga) насеље је у Румунији у округу Хунедоара у општини Шоимуш. Oпштина се налази на надморској висини од 212 m.

## Историја
Према државном шематизму православног клира Угарске 1846. године у месту је живело 70 породица, а ту припадају и филијарне - 51 из Барбуре, 51 из Магуре и 34 из Топлице. Православни парох је био поп Никола Поповић којем је помагао капелан поп Абрахам Чибијан.

## Становништво
Према подацима из 2002. године у насељу је живело 374 становника, од којих су сви румунске националности.